# Reichsgau Kärnten
Il Reichsgau Kärnten fu una divisione amministrativa del partito nazista, e conseguentemente della Germania, inizialmente composta dal vecchio land austriaco della Carinzia e dal distretto del Tirolo orientale. Il Reichsgau fu istituito immediatamente dopo l'Anschluss del 1938 e durò fino al crollo del nazismo nel 1945.
Negli ultimi quattro anni della sua esistenza, fu affidato al gauleiter Friedrich Rainer.
Nel 1941, in seguito all'attacco delle Potenze dell'Asse alla Jugoslavia e alla conseguente occupazione totale del territorio del paese balcanico, la Germania annesse integralmente la metà settentrionale della Slovenia, che per la sua porzione occidentale fu integrata nel Reichsgau della Carinzia.
Nel 1943, in seguito alla capitolazione italiana e all'occupazione nazista del Nord Italia, al Reichsgau furono politicamente incorporati i territori dell'OZAV, ossia la Venezia Giulia, la Slovenia meridionale e il Friuli, sebbene amministrativamente essi rimasero parte della RSI. In particolare, nella Provincia di Lubiana i nazisti proclamarono il governo militare diretto, procedendo anche all'emanazione di una valuta d'occupazione, la lira di Lubiana.